# Узбеков, Рашид Якубович
Рашид Якубович (Ягуб оглу) Узбеков (азерб. Rəşid Yaqub oğlu Özbəyov; 31 января 1953, Баку, Азербайджанская ССР — 16 сентября 2001) — советский футболист, защитник. Мастер спорта СССР (1980). Советский и азербайджанский тренер.
В 1971 году поступил в Институт физической культуры и спорта Азербайджанской Республики. С 1970 года — в составе «Нефтчи» Баку. В чемпионате СССР дебютировал 11 июля 1972 года в гостевой игре 15 тура против «Днепра» (0:5), отыграв первый тайм. В том сезоне за команду, вылетевшую в первую лигу, не играл. Всего за «Нефтчи» в 1972—1983 годах сыграл 177 матчей, забил три гола в высшей лиге и 123 матча, один мяч — в первой.
В 1984—1986 обучался в Высшей школе тренеров в Москве. Тренировал клубы «Хазар» Ленкорань (1984), «Гоязан» Казах (1987), «Карабах» Агдам (1989), Олимпийскую футбольную школу республики (1990), МЦОП «Динамо» Баку (1991), «Ниджат» Маштага, «Иншаатчи» Сабирабад (1992), «Кяпаз» Гянджа (1994, 1997—2000), «Хазри» Баку (1995—1997).
В последние полтора года жизни работал помощником главного тренера сборной Азербайджана Игоря Пономарева.
Скончался в сентябре 2001.

## Тренерские достижения
- Чемпионат Азербайджана:
  - Чемпион (1995, 1998)
  - Серебряный призёр (1996, 2000)
  - Бронзовый призёр (1997)
- Кубок Азербайджана:
  - Обладатель (2000)
  - Финалист (1993, 1997)